# Lorenzo D'Ambrosio
Lorenzo D'Ambrosio (Aiello del Sabato, 10 agosto 1952 – 11 ottobre 2012) è stato uno scenografo italiano.

## Carriera
È entrato nel mondo del cinema con lo sceneggiato televisivo Cuore (1984), per la regia di Luigi Comencini. In seguito ha lavorato per la televisione e per il cinema. Ha partecipato a due film dei fratelli Taviani: Good Morning Babilonia (1987) e Le affinità elettive (1996). Diplomato in scenografia nel 1974 presso l'Accademia di Belle Arti di Roma. 
Muore l'11 ottobre 2012 all'età di 60 anni.

## Filmografia
- Cuore (1984), sceneggiato televisivo, regia di Luigi Comencini, (assistente scenografo)
- Era una notte buia e tempestosa... (1985), regia di Alessandro Benvenuti, (assistente scenografo)
- Good Morning Babilonia (1987), regia dei fratelli Taviani, (assistente scenografo, architetto-scenografo)
- La puttana del re (1990), regia di Axel Corti, (arredatore)
- Ultimo respiro (1992), regia di Felice Farina, (arredatore)
- Il grande Fausto (1995), miniserie televisiva, regia di Alberto Sironi, (arredatore)
- Le affinità elettive (1996), regia dei fratelli Taviani, (arredatore)
- Pazza famiglia, serie televisiva, seconda stagione (1996), regia di Enrico Montesano, (scenografo)
- La piovra 9 - Il patto (1998), miniserie televisiva, regia di Giacomo Battiato, (scenografo)
- Sotto la luna (1998), regia di Franco Bernini, (scenografo)
- Il mio West (1998), regia di Giovanni Veronesi, (arredatore)
- Ultimo - La sfida (1999), (Tv), regia di Michele Soavi, (scenografo)
- Lucignolo (1999), regia di Massimo Ceccherini, (scenografo)
- Fine secolo (1999), miniserie televisiva, regia di Gianni Lepre, (scenografo)
- Don Matteo (2002), serie televisiva, (scenografo) 4 episodi
- Il bambino di Betlemme (2002), (Tv), regia di Umberto Marino, (scenografo)
- Cuore contro cuore (2004), serie televisiva (episodi sconosciuti), regia di Riccardo Mosca, (scenografo)
- Distretto di Polizia (31 episodi, 2000-2005) (scenografo)
- Karol - Un papa rimasto uomo (2006), miniserie televisiva, regia di Giacomo Battiato, (scenografo)
- Seta (2007), regia di François Girard, (collaboratore dipartimento artistico: Italia)